# Вердоль

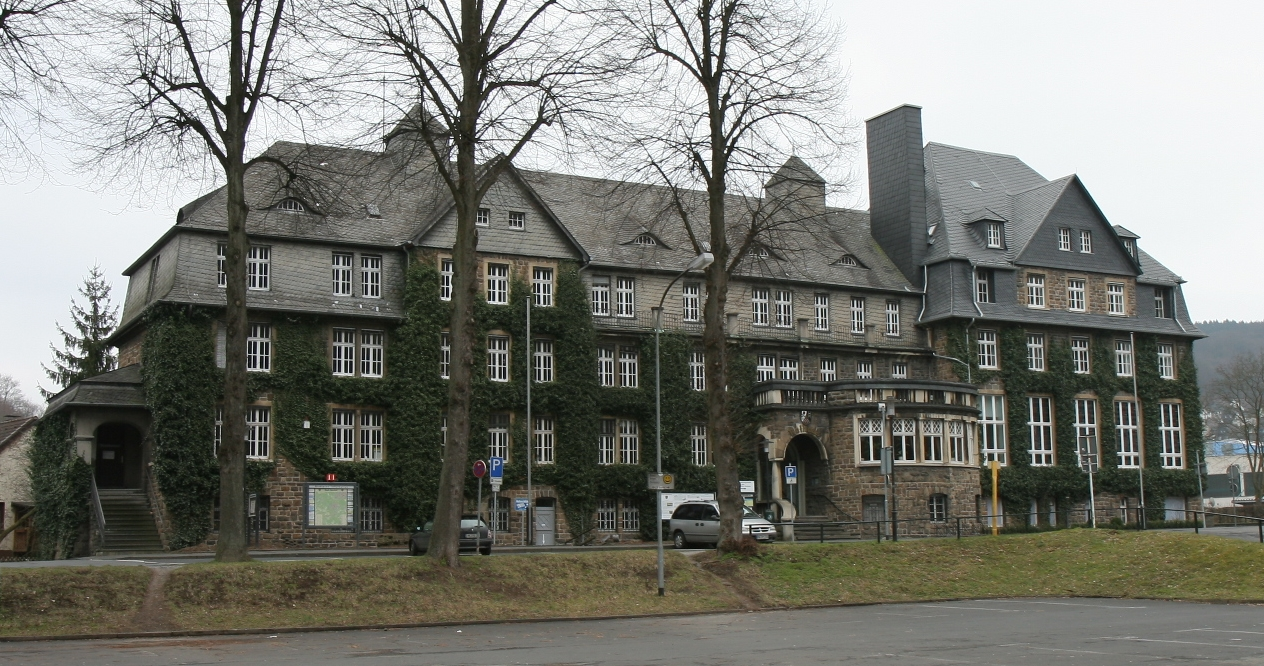
Ратуша

Вердоль (нем. Werdohl) — город в Германии, в земле Северный Рейн-Вестфалия.
Подчинён административному округу Арнсберг. Входит в состав района Меркиш. Население составляет 18 706 человек (на 31 декабря 2010 года). Занимает площадь 33,35 км². Официальный код — 05 9 62 060.

## Население
| Год  | Население |
| ---- | --------- |
| 1995 | 22 303    |
| 2000 | 21 791    |
| 2005 | 20 434    |
| 2010 | 19 005    |

## История
В 1883 году в городе было организовано предприятие, ныне действующее под именем Enders Colsman AG.